# Thorkild Rovsing
Niels Thorkild Rovsing, född 26 april 1862 i Flensburg, död 14 januari 1927 i Köpenhamn, var en dansk kirurg.
Rovsing tog medicinsk examen 1885, blev dr.med. 1889 (Om blærebetændelsernes ætiologi, patogenese og behandling) och professor i operativ kirurgi 1899. Denna professur övertogs 1904 av Oscar Bloch, och Rovsing blev då professor i klinisk kirurgi och överkirurg vid Frederiks Hospital, avdelning C, och då detta sjukhus nedlades, överflyttade han till Rigshospitalet, 1910 och hans verksamhet där kom att göra honom till en av Europas främsta kirurger. 
Rovsings första arbeten behandlar även antiseptik, som undersökningarna (tillsammans med G. Heilmann) över jodoform, som visades vara ett icke-sterilt ämne som kan ge upphov till förgiftningar. De studier, Rovsing hade påbörjat med doktorsavhandlingen, fortsatte han, genom att han främst arbetade på bakteriologisk basis, och han lyckades att skilja pyeliterna och de primära njursjukdomarna (tuberkulosen, njursten, njursvulster och nefriter) från de sekundära. 
Senare utvidgade Rovsing sitt område till att omfatta alla underlivets kirurgiska sjukdomar, och särskilt gallstensbildningen gjorde han upprepade gånger till föremål för ingående undersökningar. Även descensus av underlivsorgan behandlade han flera gånger i tal och i skrift, och vid operation fäste han dessa organ på plats, varigenom han kom i häftig polemik inte bara med andra kirurger, utan främst med internmedicinare. Diagnosen av ventrikelns sjukdomar underlättade han genom införandet av gastrodiaskopet. Som operatör var Rovsing särskilt framstående vid plastiska operationer (till exempel vid ectopia vesicae). Till dessa kan räknas anläggandet av en utvändig matstrupe vid cancer i detta organ. 
En särskild sida av Rovsings verksamhet var riktat mot studentlivet; han blev ledamot av Köpenhamns universitets konsistorium 1911, han var universitetets rektor 1919–20 och på hans initiativ inrättades ett studentkollegium, i vilket 110 studenter mot ringa betalning fick bostad etc. Rovsing hedrades på olika sätt från utlandet; han blev hedersdoktor vid universitetet i Groningen 1914, och hedersledamot av talrika utländska sällskap. Han kallades 1908 till Newcastle för att hålla föredrag om urogenitaltuberkulos, 1912 till Amerika (gastroptos, gastroduodenoskopi) och 1924 till Paris (gallstensoperationer). Han hade även stor betydelse för de nordiska kirurgkongresserna. Han medverkade i utgivningen av "Nordisk lærebog i kirurgi" och var dessutom redaktör av "Hospitalstidende" 1892–1925 och av "Bibliothek for læger" från 1908. På sin 60-årsdag hedrades han med en stor festskrift utgiven av elever och vänner.